# 1950 鋼の第7中隊
『1950 鋼の第7中隊』（いちきゅうごうぜろはがねのだいななちゅうたい、原題：長津湖、英題：The Battle at Lake Changjin）は、2021年製作の中国映画。中国共産党成立100周年祝賀作品として製作された「中国勝利三部曲」の第2作で、朝鮮戦争の激戦の一つ「長津湖の戦い」を、国連軍・韓国軍と戦った中国人民志願軍側の視点で描いている。
主演はウー・ジン、イー・ヤンチェンシー。中国共産党中央宣伝部・国家電影局による企画と直接指導、党・政府中央軍事委員会政治工作部宣伝局等の支援の下、中国を代表する3人の映画監督により撮影が行われた。また、約70,000人の中国人民解放軍兵士がエキストラとして参加した。
中国本土では史上最高の興行収入を上げる大ヒットとなったが、韓国では激しい反発を受けて上映中止となり、マレーシアでは検閲により上映禁止とされた。
日本では2022年9月30日より公開。

## 登場人物
※括弧内は日本語吹替。
伍千里
演 - ウー・ジン（野島裕史）
第7中隊の中隊長。
伍万里
演 - イー・ヤンチェンシー（小笠原仁）
第7中隊の兵士。伍千里の弟。
談子為
演 - ドアン・イーホン（早川毅）
第3大隊長。伍千里の上官。
梅生
演 - チュー・ヤーウェン（峰晃弘）
第7中隊政治委員。
余従戎
演 - リ・シン
第7中隊火力小隊長。
雷睢生(雷公、雷爹)
演 - フー・ジュン（山本兼平）
第7中隊砲兵小隊長。
平河
演 - エルビス・ハン
第7中隊の狙撃兵。
宋時輪
演 - チャン・ハンユー（山路和弘）
中国人民志願軍副司令員兼第9兵団司令員・政治委員。
毛岸英
演 - ホアン・シュエン
毛沢東の長男。
毛沢東
演 - タン・グオチャン
中国共産党主席、中華人民共和国中央人民政府主席・中央人民政府人民革命軍事委員会（中革軍委）主席。
彭徳懐
演 - チョウ・シャオビン（周小斌）
中国人民志願軍司令員兼政治委員、中革軍委副主席。
朱徳
演 - ワン・ウーフー
中国共産党中央書記処書記、中央人民政府副主席・中革軍委副主席。
鄧華
演 - リン・ヨンジェン
中国人民志願軍第一副司令員兼第一副政治委員。
李長生
演 - リー・ミンチョン

李振
演 - 李偉永
第7中隊小隊長。
梁有地
演 - 郭巳明
第7中隊第1小隊第2班長。
王凱
演 - 趙亦涵

龍国卿
演 - 白軒碩

李銘
演 - 程涛

楊根思
演 - オウ・ハオ
中国人民志願軍第20軍第58師団第172連隊第3中隊長。

ダグラス・マッカーサー
演 - James Filbird
国連軍総司令官。米陸軍元帥

オリバー・プリンス・スミス
演 - John F. Cruz
米第1海兵師団長。米海兵隊少将

アラン・マクレーン
演 - Kevin Lee
米第7歩兵師団第31連隊戦闘団長。米陸軍大佐
その他
演 - 鄭愷

演 - チャン・ジアイー

演 - リー・ヨウピン

演 - シー・ポンユェン

演 - ゴン・ロー

演 - チャン・グオリー

演 - ヤン・イーウェイ（楊一威）

演 - 許明虎

演 - チャン・フイウェン

演 - ヤン・シンイー

## 挿入歌
| 曲別           | 曲名       | 作曲 | 作詞 | 編曲   | 歌手                                               |
| -------------- | ---------- | ---- | ---- | ------ | -------------------------------------------------- |
| 主題歌         | 最可愛的人 |      |      |        | 張靚穎                                             |
| エンディング曲 | 英雄讚歌   | 劉熾 | 公木 | 李凱稠 | 荘奕楠、蔡雨桐、梁睿洋、彭友馨、銀河少年電視芸術団 |
| 挿入曲         | 沂蒙山小調 |      |      |        |                                                    |